# العلاقات الأوكرانية الكازاخستانية
العلاقات الأوكرانية الكازاخستانية هي العلاقات الثنائية التي تجمع بين أوكرانيا وكازاخستان.

## مقارنة بين البلدين
هذه مقارنة عامة ومرجعية للدولتين:
| وجه المقارنة                                              | أوكرانيا                                   | كازاخستان                      |
| --------------------------------------------------------- | ------------------------------------------ | ------------------------------ |
| المساحة (كم2)                                             | 603.63 ألف                                 | 2.72 مليون                     |
| عدد السكان (نسمة)                                         | 45.55 مليون                                | 17.95 مليون                    |
| الكثافة السكانية (ن./كم²)                                 | 75.46                                      | 6.6                            |
| العاصمة                                                   | كييف                                       | نور سلطان                      |
| اللغة الرسمية                                             | اللغة الأوكرانية                           | اللغة القازاقية، اللغة الروسية |
| العملة                                                    | هريفنا أوكرانية، كاربوفانيتس، روبل سوفييتي | تينغ كازاخستاني                |
| الناتج المحلي الإجمالي (بليون دولار)                      | 112.15 مليار                               | 159.41 مليار                   |
| الناتج المحلي الإجمالي (تعادل القوة الشرائية) بليون دولار | 352.98 مليار                               | 439.39 مليار                   |
| الناتج المحلي الإجمالي الاسمي للفرد دولار أمريكي          | 2.11 ألف                                   | 10.51 ألف                      |
| الناتج المحلي الإجمالي للفرد دولار أمريكي                 | 8.66 ألف                                   | 24.23 ألف                      |
| مؤشر التنمية البشرية                                      | 0.747                                      | 0.788                          |
| رمز المكالمات الدولي                                      | +380                                       | +7                             |
| رمز الإنترنت                                              | .ua، .укр ‏                                 | .kz، .қаз ‏                     |
| المنطقة الزمنية                                           | ت ع م+02:00، ت ع م+03:00، توقيت شرق أوروبا | ت ع م+05:00، ت ع م+06:00       |

## مدن متوأمة
في ما يلي قائمة باتفاقيات التوأمة بين مدن أوكرانية وكازاخستانية:
- ترتبط كييف مع نور سلطان باتفاقية توأمة منذ 1995.[17][17][17][18]
- ترتبط دنيبرودزرجينسك مع تميرتاو باتفاقية توأمة.

## منظمات دولية مشتركة
يشترك البلدان في عضوية مجموعة من المنظمات الدولية، منها:
| علم المنظمة | اسم المنظمة                               | تاريخ انضمام أوكرانيا | تاريخ انضمام كازاخستان |
| ----------- | ----------------------------------------- | --------------------- | ---------------------- |
|             | الاتحاد البريدي العالمي                   | ?                     | ?                      |
|             | يونسكو                                    | 12 مايو 1954          | 22 مايو 1992           |
|             | البنك الدولي للإنشاء والتعمير             | 3 سبتمبر 1992         | 23 يوليو 1992          |
|             | وكالة ضمان الاستثمار متعدد الأطراف        | 19 يوليو 1994         | 12 أغسطس 1993          |
|             | الاتحاد الدولي للاتصالات                  | 7 مايو 1947           | 23 فبراير 1993         |
|             | منظمة الشرطة الجنائية الدولية             | ?                     | ?                      |
|             | مؤسسة التمويل الدولية                     | 18 أكتوبر 1993        | 30 سبتمبر 1993         |
|             | مجموعة الموردين النوويين                  | ?                     | ?                      |
|             | الأمم المتحدة                             | 24 أكتوبر 1945        | 2 مارس 1992            |
|             | منظمة الأمن والتعاون في أوروبا            | 30 يناير 1992         | 30 يناير 1992          |
|             | مؤسسة التنمية الدولية                     | 27 مايو 2004          | 23 يوليو 1992          |
|             | الفريق المعني برصد الأرض                  | ?                     | ?                      |
|             | منظمة حظر الأسلحة الكيميائية              | ?                     | ?                      |
|             | المركز الدولي لتسوية المنازعات الاستشارية | 7 يوليو 2000          | 21 أكتوبر 2000         |

## وصلات خارجية
- موقع وزارة الخارجية الأوكرانية
- موقع وزارة الخارجية الكازاخستانية